# 近藤芳樹 (国学者)
近藤 芳樹（こんどう よしき、1801年7月5日（享和元年5月25日）- 1880年（明治13年）2月29日）は、幕末から明治時代の国学者、歌人、長州藩士である。本姓は田中、幼名は裕。通称は源吾後に晋一郎。字は子潜。号は寄居子庵、風月史生等。

## 経歴・人物
田中源吉の長男として、周防の岩淵（現在の山口県防府市）に生まれる。村田春門及び本居大平の門人となり国学を学ぶ。また、山田以文の門人ともなり、律令等経済関係の学問も学んだ。
後に長州藩士となり、近藤氏に改姓する。改姓後は萩に自身の家塾を開き、国学を伝授した。また、同時期に同じ大平の門人であった加納諸平と共に和歌をよくし、多くの詠歌を発表し佐々木弘綱、井上文雄らと共に幕末の動乱期における代表的な歌人となった。明治維新後は上京して、宮内庁における文学御用掛を務めた。没後、青山霊園に葬られた。

## 主な著作物

### 主著
- 『古風三体考』
- 『寄居歌談』- 1842年（天保13年）に刊行。

### その他の著書
- 『令義解校本』
- 『淫祠論』
- 『陸路の（廼）記』- 維新後に刊行。明治天皇の関東及び北陸行幸をまとめた紀行文書。